# خط ۲ متروی مشهد
خط ۲ قطار شهری مشهد یکی از خطوط قطارشهری سیستم متروی مشهد است که مسیر آن به طول ۱۴٫۵ کیلومتر از انتهای طبرسی شمالی شروع می‌شود و به بسیاری از مراکز پرجمعیت آن منطقه سرویس‌دهی مستقیم دارد.
بعضی از مراکز جمعیتی مجاور که عمدتاً طبقات محروم در آنجا ساکن هستند با طی کمترین فاصله به یکی از ایستگاه‌های خط ۲ دسترسی خواهند داشت. در ادامه پس از قطع کمربندی صدمتری (بزرگراه شهید بابانظر) این خط با عبور از بلوار طبرسی جنوبی، چهارراه برق، چهارراه گاز و چهارراه مقدم به میدان راه‌آهن و سپس به میدان شهدا ادامه مسیر خواهد داد.
این خط سپس با عبور از میدان سعدی و خیابان دانشگاه و میدان تقی‌آباد ضمن عبور از ایستگاه تقاطعی با خط ۱ دسترسی ویژه‌ای به مرکز خرید زیست خاور خواهد داشت و در نهایت ایستگاه آخر خط مذکور با عبور از زیر پارک کوهسنگی و میدان تلویزیون و میدان فضل بن شاذان (جام عسل) در انتهای بلوار فکوری خواهد بود. در بهمن‌ماه ۱۳۹۴ حفر تونل این خط به پایان رسید و مقرر گردید تا نیمه دوم سال ۹۵ به بهره‌برداری برسد.
فاز اول خط ۲ (شامل ۶ ایستگاه حدفاصل انتهای خیابان طبرسی تا میدان شهدا) در روز ۲ اسفند ماه سال ۱۳۹۵ راس ساعت ۹ صبح با حضور مسئولین کشوری و استانی مورد بهره‌برداری قرار گرفت و سرویس‌دهی خط دو قطار شهری مشهد از روز ۳ اسفندماه ۱۳۹۵ آغاز گردید. در ۲۸ مرداد ۱۳۹۶ نیز ایستگاه شهید مفتح از فاز اول خط ۲ مورد بهره‌برداری قرار گرفت. در ۲۹ اسفند ۱۳۹۶ بهره‌برداری آزمایشی دو ایستگاه سعدی و شریعتی صورت پذیرفت. در تاریخ ۱۷ اردیبهشت ۱۳۹۷ رئیس‌جمهور حسن روحانی در مراسم افتتاح رسمی بهره‌برداری از ایستگاه شریعتی اولین ایستگاه تقاطعی مشهد حضور یافت. در تاریخ ۵ مرداد ۱۳۹۸ ایستگاه شهید کاوه، در تاریخ ۲۷ آبان ۱۳۹۸ ایستگاه الندشت و در تاریخ ۱۹ آذر ۱۳۹۸ ایستگاه کوهسنگی افتتاح شد. در حال حاضر ساعت بهره‌برداری خط دو از ساعت ۶ الی ۲۲ و سر فاصله قطارها ۱۰ دقیقه است. طول خط در حال بهره‌برداری ۱۳٫۸ کیلومتر با ۱۲ ایستگاه می‌باشد.
قطار های استفاده شده در این خط از نوع سنگین بوده و بر خلاف قطار های خط ۱ که سبک شهری هستن هر رام این قطار دارای ۵ واگن است که واگن های ابتدایی و انتهایی قطار ویژه بانوان است به طور کلی فضای بیشتری نسبت به واگن های خط ۱ دارند

## ایستگاه ها
| شماره | نام                | خطوط اتصال | موقعیت                                   | وضعیت | شروع به کار |
| ----- | ------------------ | ---------- | ---------------------------------------- | ----- | ----------- |
| ۱     | ایستگاه طبرسی      |            | انتهای طبرسی شمالی                       | فعال  | ۱۳۹۵        |
| ۲     | ایستگاه ولایت      |            | بین طبرسی شمالی ۱۴ و ۱۶                  | فعال  | ۱۳۹۵        |
| ۳     | ایستگاه فجر        |            | میدان فجر                                | فعال  | ۱۳۹۵        |
| ۴     | ایستگاه نبوت       | Link       | خیابان طبرسی، چهارراه گاز                | فعال  | ۱۳۹۵        |
| ۵     | ایستگاه شهید مفتح  |            | خیابان طبرسی، چهارراه برق                | فعال  | ۱۳۹۶        |
| ۶     | ایستگاه راه‌آهن     |            | میدان راه‌آهن                             | فعال  | ۱۳۹۵        |
| ۷     | ایستگاه شهدا       |            | میدان شهدا                               | فعال  | ۱۳۹۵        |
| ۸     | ایستگاه سعدی       |            | میدان سعدی                               | فعال  | ۱۳۹۷        |
| ۹     | ایستگاه شریعتی     |            | میدان دکتر شریعتی (تقی‌آباد)              | فعال  | ۱۳۹۷        |
| ۱۰    | ایستگاه الندشت     |            | خیابان کوهسنگی، بالاتر از بلوار ملاصدرا  | فعال  | ۱۳۹۸        |
| ۱۱    | ایستگاه کوهسنگی    |            | انتهای کوهسنگی، بوستان کوهسنگی           | فعال  | ۱۳۹۸        |
| ۱۲    | ایستگاه شهید کاوه  |            | میدان شهید کاوه (جام عسل)                | فعال  | ۱۳۹۸        |
| ۱۳    | ایستگاه شهید فکوری |            | میدان شهید جوان، دانشگاه علوم پزشکی مشهد | فعال  | ۱۴۰۴        |